# ديميتري سانيكوف
ديميتري سانيكوف (بالروسية: Санников, Дмитрий Валерьевич)‏ هو لاعب كرة قدم روسي في مركز الوسط، ولد في 19 يناير 1983 في أونيتشا في روسيا. لعب مع أفانجارد كورسك ودينامو بريانسك.

## وصلات خارجية
- ديميتري سانيكوف على موقع قاعدة بيانات كرة القدم.إي يو (الإنجليزية)
- ديميتري سانيكوف على موقع Soccerway.com (الإنجليزية)